# Nørre Sandager Sogn
Nørre Sandager Sogn er et sogn i Bogense Provsti (Fyens Stift).
I 1800-tallet var Nørre Sandager Sogn anneks til Guldbjerg Sogn. Begge sogne hørte til Skovby Herred i Odense Amt. Guldbjerg-Nørre Sandager sognekommune blev ved kommunalreformen i 1970 indlemmet i Bogense Kommune, der ved strukturreformen i 2007 indgik i Nordfyns Kommune.
I Nørre Sandager Sogn ligger Nørre Sandager Kirke.
I sognet findes følgende autoriserede stednavne:
- Burskov Huse (bebyggelse)
- Gyldensteen (bebyggelse, ejerlav, landbrugsejendom)
- Langø (areal, ejerlav)
- Langø Plantage (areal)
- Lindholm (areal, ejerlav)
- Møllerled (bebyggelse)
- Nørre Esterbølle (bebyggelse, ejerlav)
- Sandagergård (ejerlav, landbrugsejendom)
- Sandagerlund (bebyggelse)
- Siveagre (bebyggelse)
- Smidstrup (bebyggelse, ejerlav)
- Tolsvad (bebyggelse)
- Tyentved (bebyggelse)
- Ulvehøj (bebyggelse)